# Arovane
Arovane ist das bekannteste Pseudonym des Berliner Electronica-Musikers Uwe Zahn (* 1965 in Hameln).

## Leben
Erste Erfahrungen auf dem Gebiet der Musikproduktion sammelte Zahn in den frühen 1980er Jahren, indem er mit Mikrofonen, Kassettenaufnahmen und Casio-Keyboards experimentierte. Im Jahr 1983 erwarb er seinen ersten Synthesizer und tauschte erste selbstproduzierte Tapes mit Freunden aus. Nach einem Umzug nach Hannover erlernte er das Spielen der Klarinette und beschäftigte sich zunehmend mit Turntablism. Nach einem Umzug nach München trat er der Livemusikgruppe Six And More bei, die mit elektronischen Geräten live improvisierte Musikstücke spielte. 1991 folgte ein weiterer Umzug nach Berlin und der Aufbau eines ersten eigenen Studios. Seine ersten eigenen Stücke waren eher dem Breakbeat zuzuordnen. Nach ersten Arbeiten für ein Berliner Radio ergab sich 1997 der Kontakt zum vom Torsten Pröfrock gegründeten Electronica-Label DIN, auf dem Zahn ein Jahr später sein Debüt als Arovane gab. Nach den ersten drei EPs, mit denen er in der Szene größere Bekanntheit erreichte, folgte 2000 das Album Atol Scrap, welches nahtlos an den experimentellen und doch melodischen Stil der ersten Veröffentlichungen anschloss. Bereits 1999 hatte Zahn für das Label City Centre Offices das Album Tides aufgenommen, welches durch eher ungewöhnliche Spinett-Klänge auffiel. Tides war jedoch in Deutschland erst Mitte des folgenden Jahres erhältlich und blieb einem kleinen Kreis von Fans vorbehalten. Auf diesem Album arbeitete Zahn erneut mit dem Musiker Christian Kleine zusammen, mit dem er zuvor bereits eine EP aufgenommen hatte.
Nach dem Erfolg der Alben folgten Veröffentlichungen auf Morr Music, Lux Nigra und Toytronic. Zwischenzeitlich veröffentlichte Zahn zwei EPs unter dem Alias Nedjev und ging als Arovane auf Tour. Dabei trat er unter anderem beim Pukkelpop Festival auf.
Der Titel des letzten Stücks seines 2004 von einer Reise nach Japan inspirierten Albums Lilies lautet Good Bye Forever und nährte Spekulationen darüber ob Zahn unter diesem Pseudonym weiterhin Musik produzieren will. Nach einem Jahr ohne Veröffentlichungen meldete sich Zahn mit dem Stück Amine Atol auf dem Sampler Pink Rest At Low Levels zurück.
2013 erschien nach neun Jahren Pause mit Ve Palor ein neues Arovane-Album. Danach veröffentlichte Arovane zahlreiche weitere Alben und EPs.
Neben seinen eigenen Veröffentlichungen erschienen Arovanes Stücke oft auf diversen Electronica-Samplern. Als Remixer lieferte er Neubearbeitungen für Bomb the Bass, Lali Puna, Pub, Zorn und No Movement No Sound No Memories.

## Diskographie

### Alben
- 2000: Atol Scrap
- 2000: Tides
- 2001: AER (Valid) (Split-Album mit Phonem)
- 2002: Icol Diston (Compilation aus den Stücken der EPs Arovane, Icol Diston und AMX)
- 2004: Lilies
- 2013: Ve Palor
- 2015: Eleeve
- 2015: Lyid Skor
- 2015: Resonance (mit Porya Hatami)
- 2015: In-between (mit Hior Chronik)
- 2016: Kaziwa (mit Porya Hatami)
- 2017: Into My Own (mit Hior Chronik)
- 2017: Organism (mit Porya Hatami)
- 2018: Organism_evolution (mit Porya Hatami)
- 2019: C.H.R.O.N.O.S. (mit Porya Hatami)
- 2019: Aeon (Eilean 55) (mit Mike Lazarev)
- 2020: Gestalt
- 2021: Wirkung
- 2021: Reihen
- 2023: Drei Formen
- 2023: Polymer
- 2023: Dros
- 2023: Seismograf
- 2023: Miniaturen
- 2023: Sinter

### Singles und EPs
- 1998: I.O. (12")
- 1998: Icol Diston (12")
- 1999: AMX (12", Remixe zweier Stücke des Musikers Torsten Pröfrock unter den Pseudonymen Dynamo bzw. Various Artists)
- 1999: Occer / Silicad (7")
- 1999: Plnt (12")
- 2000: Arovane & Christian Kleine (7", Split-EP mit Christian Kleine)
- 2000: Heofonrice (12", als Nedjev)
- 2001: Amoe / Cane (12", als Nedjev)
- 2002: Cycliph (12")
- 2003: Minth / Neel (7")
- 2015: Aarlenpeers (10")
- 2016: Modul EP (12")
- 2017: Modul 2 EP (nur digital)
- 2018: Refractive (Index) (mit Synkro; 12" + digital)